# Atletismo nos Jogos Olímpicos de Verão de 2024 - 5000 m masculino

Vídeo Oficial

A competição dos 5000 metros masculino do atletismo nos Jogos Olímpicos de Verão de 2024 ocorreu em 7 e 10 de agosto de 2024 no Stade de France, em Paris.
O campeão foi o norueguês Jakob Ingebrigtsen (13min13s66), que conquistou sua segunda medalha de ouro em Jogos Olímpicos, mas a primeira nos 5000 m. A medalha de prata ficou o atleta queniano Ronald Kwemoi (13min15s04) e o bronze com o norte-americano Grant Fisher (13min15s13).

## Resumo
Na primeira bateria eliminatória, o atleta francês Hugo Hay esbarrou em George Mills da Grã-Bretanha, que foi ao chão e derrubou outros três atletas. Após a corrida, Mills reclamou com Hay sobre o incidente. A arbitragem avaliou o caso e decidiu qualificar todos os atletas derrubados: Dominic Lobalu, Mike Fopen, Thierry Ndikumwenayo e o próprio George Mills. Hugo Hay terminou a prova em sétimo e garantiu vaga na final. Essa bateria foi vencida pelo norueguês Narve Gilje Nordås, seguido de perto por Hagos Gebrhiwet.
A segunda bateria contou com outro incidente, um repórter cinematográfico entrou no meio do pelotão, o que obrigou parte dos atletas a desviar dele. Essa prova também foi vencida por um norueguês, desta vez por Jakob Ingebrigtsen, com o etíope Biniam Mehary chegando em segundo lugar. Posteriormente, Stewart McSweyn (bateria 1) e Yann Schrub (bateria 2) conseguiram vagas na final pelo júri de apelação, fazendo com que a final contasse com 22 atletas em vez de 16.
Na final, Jakob Ingebrigtsen não adotou a mesma estratégia dos 1500 metros de puxar o pelotão. Nessa prova, ele ficou boa parte do tempo em posições intermediárias. Dominic Lobalu liderou a prova pelos primeiros 800 metros, até ser ultrapassado por Thierry Ndikumwenayo. Em um dado momento, os atletas etíopes assumiram as primeira posições, até que após os 4500 metros, Jakob Ingebrigtsen iniciou o ataque aos líderes. Faltando um pouco mais de 200 metros para o fim, Ingebrigtsen ultrapassou Hagos Gebrhiwet e assumiu a liderança. Ele ampliou a distância entre os adversários e cruzou a linha de chegada em primeiro, levando a medalha de ouro.
Um pouco antes da reta final, Ronald Kwemoi assumiu a segunda posição, conseguindo mantê-la até o final, conquistando a medalha de prata. Nos metros finais, Grant Fisher passou Gebrhiwet e Lobalu, levando a medalha de bronze. A quarta posição ficou Dominic Lobalu, pouco a frente dos etíopes Hagos Gebrhiwet e Biniam Mehary, quinto e sexto lugar, respectivamente.

## Histórico
Os 5000 metros masculino estão presentes no programa de atletismo olímpico desde a edição de 1912.
| Tipo                | Atleta                 | Tempo    | Local               | Data                 |
| ------------------- | ---------------------- | -------- | ------------------- | -------------------- |
| Recorde mundial     | Joshua Cheptegei (UGA) | 12:35.36 | Fontvieille, Mônaco | 14 de agosto de 2020 |
| Recorde olímpico    | Kenenisa Bekele (ETH)  | 12:57.82 | Pequim, China       | 23 de agosto de 2008 |
| Melhor marca do ano | Hagos Gebrhiwet (ETH)  | 12:36.73 | Oslo, Noruega       | 30 de maio de 2024   |

| Área                               | Atleta                 | Tempo    |
| ---------------------------------- | ---------------------- | -------- |
| África                             | Joshua Cheptegei (UGA) | 12:35.36 |
| Ásia                               | Albert Rop (BHR)       | 12:51.96 |
| Europa                             | Mohamed Katir (ESP)    | 12:45.01 |
| América do Norte, Central e Caribe | Grant Fisher (USA)     | 12:46.96 |
| Oceania                            | Craig Mottram (AUS)    | 12:55.76 |
| América do Sul                     | Santiago Catrofe (URU) | 13:05.95 |

## Qualificação
Para o evento masculino dos 5000 metros, o período de qualificação foi entre os dias 1 de julho de 2023 e 30 de junho de 2024. Até 45 atletas poderiam se classificar para essa prova, com um máximo de três atletas por país. O atleta poderia se qualificar para os Jogos Olímpicos caso atingisse o índice olímpico de 13min05s00 ou através do Ranking Mundial de Atletismo.

## Resultados

### Primeira rodada
As baterias da primeira rodada foram realizadas em 7 de agosto, começando às 11:00 (UTC+2). Os oito primeiros avançavam para a final.

#### Bateria 1
| Pos.   | Atleta               | CON                               | Tempo    | Notas |
| ------ | -------------------- | --------------------------------- | -------- | ----- |
| 1      | Narve Gilje Nordås   | NOR Noruega                       | 14:08.16 | Q     |
| 2      | Hagos Gebrhiwet      | ETH Etiópia                       | 14:08.18 | Q     |
| 3      | John Heymans         | BEL Bélgica                       | 14:08.33 | Q     |
| 4      | Jacob Krop           | KEN Quênia                        | 14:08.73 | Q     |
| 5      | Edwin Kurgat         | KEN Quênia                        | 14:08.76 | Q     |
| 6      | Graham Blanks        | USA Estados Unidos                | 14:09.06 | Q     |
| 7      | Hugo Hay             | FRA França                        | 14:09.22 | Q     |
| 8      | Thomas Fafard        | CAN Canadá                        | 14:09.37 | Q     |
| 9      | Jimmy Gressier       | FRA França                        | 14:09.95 |       |
| 10     | Egide Ntakarutimana  | BDI Burundi                       | 14:11.29 |       |
| 11     | Abdi Waiss           | DJI Djibuti                       | 14:11.88 |       |
| 12     | Stewart McSweyn      | AUS Austrália                     | 14:12.31 | qJ    |
| 13     | Patrick Dever        | GBR Grã-Bretanha                  | 14:13.48 |       |
| 14     | Elzan Bibić          | SRB Sérvia                        | 14:14.46 |       |
| 15     | Dominic Lobalu       | EOR Equipe Olímpica de Refugiados | 14:15.49 | qR    |
| 16     | Mohammed Ahmed       | CAN Canadá                        | 14:15.76 |       |
| 17     | Aron Kifle           | ERI Eritreia                      | 14:16.77 |       |
| 18     | George Mills         | GBR Grã-Bretanha                  | 14:37.08 | qR    |
| 19     | Mike Foppen          | NED Países Baixos                 | 14:37.34 | qR    |
| —      | Thierry Ndikumwenayo | ESP Espanha                       | DNF      | qR    |
| —      | Andreas Almgren      | SWE Suécia                        | DNS      |       |
| Fonte: |                      |                                   |          |       |

#### Bateria 2
| Pos.   | Atleta                 | CON                | Tempo    | Notas |
| ------ | ---------------------- | ------------------ | -------- | ----- |
| 1      | Jakob Ingebrigtsen     | NOR Noruega        | 13:51.59 | Q     |
| 2      | Biniam Mehary          | ETH Etiópia        | 13:51.82 | Q     |
| 3      | Isaac Kimeli           | BEL Bélgica        | 13:52.18 | Q     |
| 4      | Grant Fisher           | USA Estados Unidos | 13:52.44 | Q     |
| 5      | Oscar Chelimo          | UGA Uganda         | 13:52.46 | Q     |
| 6      | Ronald Kwemoi          | KEN Quênia         | 13:52.51 | Q     |
| 7      | Dawit Seare            | ERI Eritreia       | 13:52.53 | Q     |
| 8      | Addisu Yihune          | ETH Etiópia        | 13:52.62 | Q     |
| 9      | Morgan McDonald        | AUS Austrália      | 13:52.67 |       |
| 10     | Birhanu Balew          | BRN Bahrein        | 13:53.11 |       |
| 11     | Yann Schrub            | FRA França         | 13:53.27 | qJ    |
| 12     | Jonas Raess            | SUI Suíça          | 13:55.04 |       |
| 13     | Brian Fay              | IRL Irlanda        | 13:55.35 |       |
| 14     | Santiago Catrofe       | URU Uruguai        | 13:56.40 |       |
| 15     | Mohamed Ismail Ibrahim | DJI Djibuti        | 13:57.47 |       |
| 16     | Luis Grijalva          | GUA Guatemala      | 13:58.81 |       |
| 17     | Benjamin Flanagan      | CAN Canadá         | 13:59.23 |       |
| 18     | Sam Atkin              | GBR Grã-Bretanha   | 14:02.46 |       |
| 19     | Abdihamid Nur          | USA Estados Unidos | 14:15.00 |       |
| —      | Adel Mechaal           | ESP Espanha        | DNS      |       |
| Fonte: |                        |                    |          |       |

### Final
A final ocorreu em 10 de agosto, começando às 20h00 (UTC+2).
| Pos.   | Atleta               | CON                               | Tempo    | Notas                |
| ------ | -------------------- | --------------------------------- | -------- | -------------------- |
| 1      | Jakob Ingebrigtsen   | NOR Noruega                       | 13:13.66 | Recorde da temporada |
| 2      | Ronald Kwemoi        | KEN Quênia                        | 13:15.04 |                      |
| 3      | Grant Fisher         | USA Estados Unidos                | 13:15.13 |                      |
| 4      | Dominic Lobalu       | EOR Equipe Olímpica de Refugiados | 13:15.27 |                      |
| 5      | Hagos Gebrhiwet      | ETH Etiópia                       | 13:15.32 |                      |
| 6      | Biniam Mehary        | ETH Etiópia                       | 13:15.99 |                      |
| 7      | Edwin Kurgat         | KEN Quênia                        | 13:17.18 |                      |
| 8      | Isaac Kimeli         | BEL Bélgica                       | 13:18.10 |                      |
| 9      | Graham Blanks        | USA Estados Unidos                | 13:18.67 |                      |
| 10     | Jacob Krop           | KEN Quênia                        | 13:18.68 | Recorde da temporada |
| 11     | John Heymans         | BEL Bélgica                       | 13:19.25 |                      |
| 12     | Yann Schrub          | FRA França                        | 13:20.63 |                      |
| 13     | Mike Foppen          | NED Países Baixos                 | 13:21.56 |                      |
| 14     | Addisu Yihune        | ETH Etiópia                       | 13:22.33 |                      |
| 15     | Thierry Ndikumwenayo | ESP Espanha                       | 13:24.07 |                      |
| 16     | Hugo Hay             | FRA França                        | 13:26.71 | Recorde da temporada |
| 17     | Narve Gilje Nordås   | NOR Noruega                       | 13:31.34 |                      |
| 18     | Stewart McSweyn      | AUS Austrália                     | 13:31.38 |                      |
| 19     | Dawit Seare          | ERI Eritreia                      | 13:31.50 |                      |
| 20     | Oscar Chelimo        | UGA Uganda                        | 13:31.56 |                      |
| 21     | George Mills         | GBR Grã-Bretanha                  | 13:32.32 |                      |
| 22     | Thomas Fafard        | CAN Canadá                        | 13:49.69 |                      |
| Fonte: |                      |                                   |          |                      |

Legenda
| Recorde mundial      | Recorde mundial (World record)               |                       | Recorde africano                      | Recorde africano (African) |                                           | Q | Classificado por posição (Qualified) |
| Recorde olímpico     | Recorde olímpico (Olympic record)            | Recorde da América    | Recorde da América (Americas)         | q                          | Classificado por melhor tempo (Qualified) |   |                                      |
| Melhor marca do ano  | Melhor marca do ano (World leading)          | Recorde asiático      | Recorde asiático (Asian)              | DNS                        | Não largou (Did not start)                |   |                                      |
| Recorde nacional     | Recorde nacional (National record)           | Recorde europeu       | Recorde europeu (European)            | DNF                        | Não terminou (Did not finish)             |   |                                      |
| Recorde pessoal      | Recorde pessoal do atleta (Personal best)    | Recorde da Oceania    | Recorde da Oceania (Oceania)          | DSQ / DQ                   | Desclassificado (Disqualified)            |   |                                      |
| Recorde da temporada | Recorde da temporada do atleta (Season best) | Recorde sul-americano | Recorde sul-americano (South America) | NM                         | Sem marca (No mark)                       |   |                                      |